# 27. Sinfonie (Mjaskowski)
Die Sinfonie Nr. 27 c-moll, Opus 85 von Nikolai Jakowlewitsch Mjaskowski ist die letzte Sinfonie des Komponisten und entstand 1949. Uraufgeführt wurde sie erst nach dem Tod Mjaskowskis – am 9. Dezember 1950 unter der Leitung von Alexander Gauk im Moskauer Haus der Gewerkschaften.
Das Werk besteht aus drei Sätzen: I. Adagio. Allegro molto agitato, II. Adagio und III. Presto ma non troppo. Wie fast alle späten Werke Mjaskowskis ist auch diese Sinfonie von klarer Tonalität und Melodik geprägt. Sie ist dem Thema „Leben und Tod“ gewidmet.
1951 erhielt Mjaskowski unter anderem für die 27. Sinfonie zum sechsten Mal den Stalinpreis.

## Einzelnachweis
1. ↑  Soja Konstantinowna Gulinskaja: Nikolai Jakowlewitsch Mjaskowski. Neue Musik, Berlin 1985, OCLC 241616741, S. 252–259.